# Cantone di Nogaro
Il Cantone di Nogaro era una divisione amministrativa dell'arrondissement di Condom.
A seguito della riforma approvata con decreto del 26 febbraio 2014, che ha avuto attuazione dopo le elezioni dipartimentali del 2015, è stato soppresso.

## Composizione
Comprendeva i comuni di:
- Arblade-le-Haut
- Bétous
- Bourrouillan
- Caupenne-d'Armagnac
- Cravencères
- Espas
- Lanne-Soubiran
- Laujuzan
- Le Houga
- Loubédat
- Luppé-Violles
- Magnan
- Manciet
- Monguilhem
- Monlezun-d'Armagnac
- Mormès
- Nogaro
- Perchède
- Sainte-Christie-d'Armagnac
- Saint-Griède
- Saint-Martin-d'Armagnac
- Salles-d'Armagnac
- Sion
- Sorbets
- Toujouse
- Urgosse